# Posești
Posești község Prahova megyében, Munténiában, Romániában.  A hozzá tartozó települések: Bodești, Merdeala, Nucșoara de Jos, Nucșoara de Sus, Poseștii-Pământeni, Poseștii-Ungureni, Târlești, Valea Plopului, Valea Screzii és Valea Stupinii. A községközpont Poseștii-Pământeni.

## Fekvése
A megye északkeleti részén található, a megyeszékhelytől, Ploieștitől, negyvennyolc kilométerre északra, a Zeletin patak mentén, a Szubkárpátok dombságain. 

## Történelem
A 19. század végén a község Prahova megye Teleajen járásához tartozott és Posești, Bodești valamint Valea Plopului falvakból állt. Ezen településeknek összesen 2030 lakosa volt, a községi iskolát 1836-ban alapították. A község területén volt négy templom, kettő Posești faluban és egy-egy a másik kettőben valamint két vízimalom. 
Ebben az időszakban létezett egy Râncezi nevű község is, mely két faluból állt: Râncezi-ből, a mai Nucșoara de Jos, valamint Nucșoara-ból, a mai Nucșoara de Sus. Ezen községnek 1760 lakosa volt, hozzá tartozott egy 1880-ban alapított iskola valamint három templom, kettő Râncezi faluban, melyek közül az egyiket 1840-ben szentelték fel, és egy Nucșoara faluban.
Ugyancsak a 19. század végén Târlești is községközpont volt, hozzá tartoztak Târlești valamint Gogeasca falvai, összesen 1181 lakossal. A község tulajdonában volt egy iskola és egy 1860-ban átadott templom.
Egy 1925-ös évkönyv említi hogy ekkor már Posești községhez tartoztak Valea Screzii és Valea Stupinii falvai is, valamint hogy Posești-t felosztották Poseștii Ungureni és Poseștii Pământeni falvakra. Ekkor a községnek 1932 lakosa volt.
1950-ben közigazgatási átszervezés alapján, Târlești, Posești és Râncezi községek a Prahova-i régió Teleajen rajonjához kerültek, majd 1952-ben a Ploiești régióhoz csatolták őket.
1968-ban ismét megyerendszert vezettek be az országban, Râncezi községet, mely közben felvette a Nucșoara nevet, megszüntették és Posești-hez csatolták, ugyanakkor Târlești község területét felosztották Posești és Cărbunești között. 

## Lakossága
| Nemzetiségek | 2002 | 2002   |
| ------------ | ---- | ------ |
| Románok      | 4238 | 99,01% |
| Romák        | 41   | 0,95%  |
| Magyarok     | 1    | 0,02%  |
| Összesen     | 4280 | 100,0% |

## Külső hivatkozások
- A település honlapja Archiválva 2017. október 21-i dátummal a Wayback Machine-ben
- Adatok a településről
- asociatiaturismprahova.ro Archiválva 2016. július 12-i dátummal a Wayback Machine-ben
- 2002-es népszámlálási adatok
- Marele Dicționar Geografic al României